# Guoletsjaure (Frostvikens socken, Jämtland, 720183-144820)
Guoletsjaure är en sjö i Strömsunds kommun i Jämtland och ingår i Ångermanälvens huvudavrinningsområde. Sjön har en area på 0,244 kvadratkilometer och ligger 712,3 meter över havet. Sjön avvattnas av vattendraget Guoletsjukke.

## Delavrinningsområde
Guoletsjaure ingår i det delavrinningsområde (720258-144757) som SMHI kallar för Utloppet av Guoletsjaure. Medelhöjden är 799 meter över havet och ytan är 6,04 kvadratkilometer. Det finns inga avrinningsområden uppströms utan avrinningsområdet är högsta punkten. Guoletsjukke som avvattnar avrinningsområdet har biflödesordning 3, vilket innebär att vattnet flödar genom totalt 3 vattendrag innan det når havet efter 316 kilometer. Avrinningsområdet består mestadels av skog (45 procent) och kalfjäll (49 procent). Avrinningsområdet har 0,29 kvadratkilometer vattenytor vilket ger det en sjöprocent på 4,8 procent.